# 馬修斯科納斯 (特拉華州)
馬修斯科納斯（英語：Mathews Corners）是位於美國特拉華州紐卡斯爾縣的一個非建制地區。該地的面積和人口皆未知。

## 地理
馬修斯科納斯的座標為39°26′22″N 75°38′39″W / 39.43944°N 75.64417°W，而該地的平均海拔高度為11米（即36英尺）。